# Nossa Senhora de Machede
Nossa Senhora de Machede é uma povoação portuguesa sede da Freguesia de Nossa Senhora de Machede do Município de Évora, freguesia com 185,19 km² de área e 939 habitantes (censo de 2021), tendo, por isso, uma densidade populacional de 5,1 hab./km².
Também chamada de Santa Maria de Machede ou Nossa Senhora da Natividade de Machede, sabe-se que já existia no tempo dos Godos, possivelmente no ano de 672, no governo do Rei Godo Wanda. Integrava as actuais freguesias de São Miguel de Machede e de São Bento do Mato, não se sabendo quando se terá desmembrado para formar uma paróquia independente.
Atualmente a maioria da população da freguesia encontra trabalho na cidade de Évora.

## Demografia
A população registada nos censos foi:
| Distribuição da População por Grupos Etários | Distribuição da População por Grupos Etários | Distribuição da População por Grupos Etários | Distribuição da População por Grupos Etários | Distribuição da População por Grupos Etários |
| -------------------------------------------- | -------------------------------------------- | -------------------------------------------- | -------------------------------------------- | -------------------------------------------- |
| Ano                                          | 0-14 Anos                                    | 15-24 Anos                                   | 25-64 Anos                                   | > 65 Anos                                    |
| 2001                                         | 163                                          | 129                                          | 592                                          | 296                                          |
| 2011                                         | 158                                          | 119                                          | 567                                          | 279                                          |
| 2021                                         | 115                                          | 95                                           | 471                                          | 258                                          |

## Património
- Anta da Herdade de Montinho
- Castelo de Valongo
- Anta da Herdade da Galvoeira